# Ganagobie
Ganagobie ist eine  französische Gemeinde mit 90 Einwohnern (Stand 1. Januar 2022) im Département Alpes-de-Haute-Provence in der Region Provence-Alpes-Côte d’Azur. Sie gehört zum Arrondissement Digne-les-Bains und zum Kanton Château-Arnoux-Saint-Auban. Die Bewohner nennen sich die Ganagobiens.

## Geographie
Die angrenzenden Gemeinden sind Peyruis im Norden, Les Mées im Osten, Lurs im Süden und Sigonce im Westen.
Die Gemeindegemarkung wird im Osten vom Fluss Durance flankiert.

## Bevölkerungsentwicklung
| Jahr      | 1962 | 1968 | 1975 | 1982 | 1990 | 1999 | 2007 | 2012 |
| --------- | ---- | ---- | ---- | ---- | ---- | ---- | ---- | ---- |
| Einwohner | 10   | 121  | 50   | 64   | 75   | 91   | 106  | 84   |

## Baudenkmäler
Siehe auch: Liste der Monuments historiques in Ganagobie
- Prieuré de Ganagobie, Monument historique

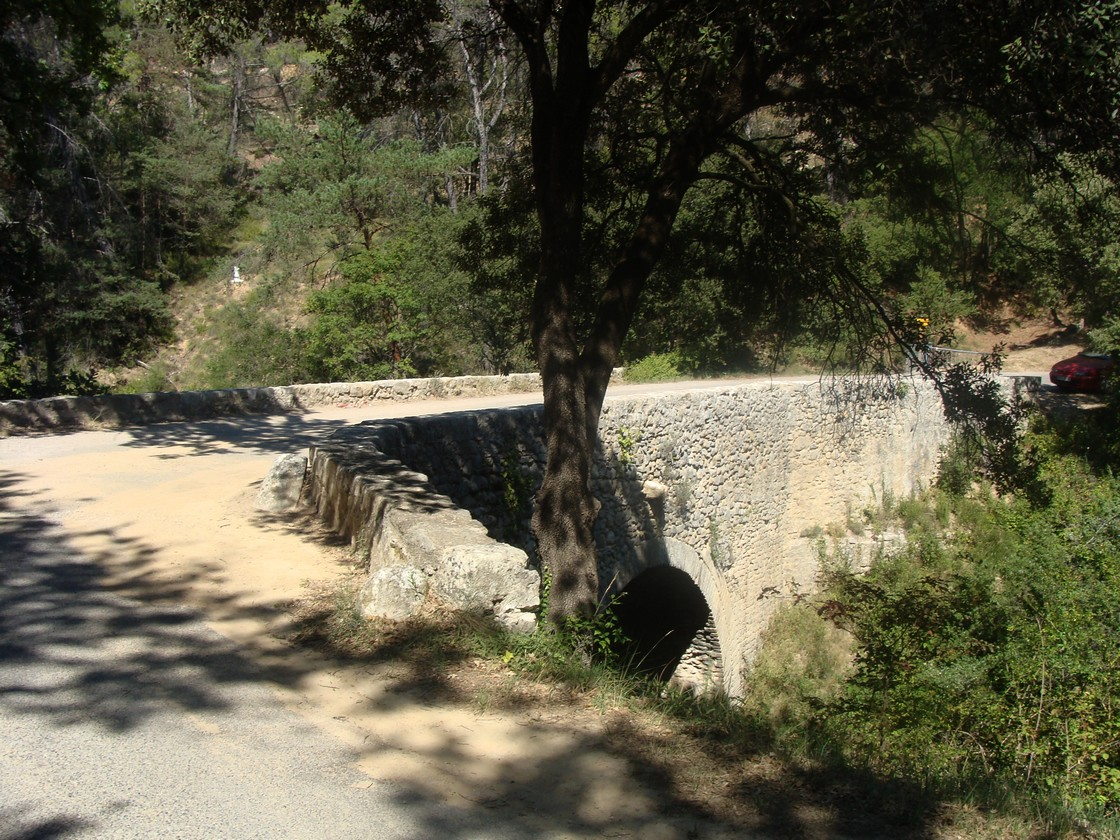
Pont du Buès, eine römische Brücke
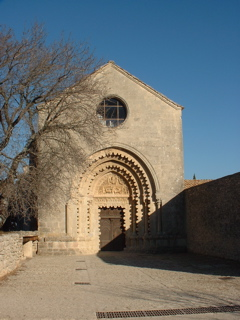
Prieuré de Ganagobie